# S-Video
S-Video (od ang. separate video, oddzielna wizja) – standard przesyłania sygnału wizyjnego umożliwiający uzyskanie lepszej jakości niż w standardzie composite video, dzięki oddzieleniu sygnału luminancji (informacje o jasności barw) od sygnału chrominancji (informacje o odcieniu i nasyceniu barwy). Standard S-Video nazywany jest czasami super video lub Y/C, a także błędnie S-VHS. Złącze standardu S-Video przenosi tylko sygnał wizyjny, a sygnały fonii przesyłane są oddzielnymi przewodami.
Główną zaletą oddzielnego przesyłania sygnałów luminancji i chrominancji jest ostrzejszy obraz, będący rezultatem szerszego pasma przenoszenia sygnału luminancji i wydajniejszej pracy dekodera kolorów (sygnał chrominancji). Obecnie standard ten jest popularny w odtwarzaczach DVD, magnetowidach S-VHS, oraz wielu nowoczesnych odbiornikach telewizyjnych. Także w wielu innych urządzeniach elektronicznych, w tym kamerach wideo, kartach graficznych komputerów mających funkcje telewizyjne i konsolach gier wideo, stosuje się ten sposób transmisji sygnału wizyjnego.

## Zasada działania

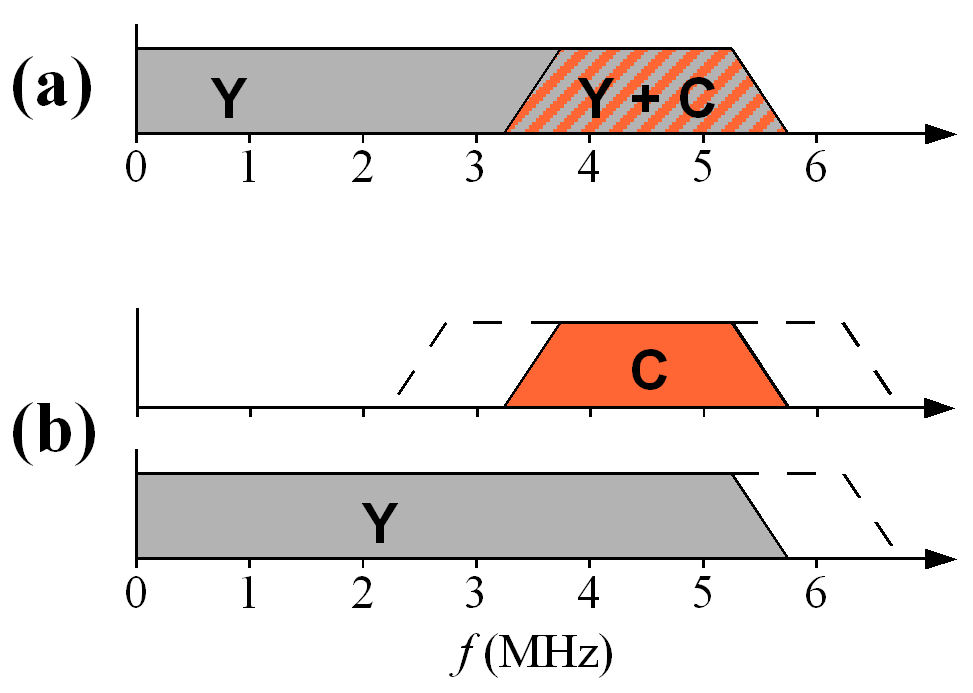
Widma sygnałów: a) composite, b) S-Video

Sygnały luminancji (oznaczony jako Y) i zmodulowany chrominancji (oznaczony jako C) przesyłane są osobnymi parami przewodów, przez co sygnał S-Video jest uznawany jako elementarny (składowy).
W standardzie composite video (C-Video) sygnał luminancji jest filtrowany przez filtr dolnoprzepustowy w celu uniknięcia zakłóceń z przesyłanym na wyższej częstotliwości sygnałem chrominancji. W standardzie S-Video oba sygnały przesyłane są osobnymi przewodami, nie jest potrzebne stosowanie filtrów, a pasmo przenoszenia sygnału luminancji (jasności) jest szersze i umożliwia przeniesienie większej ilości informacji. Nie ma też problemu zakłóceń sygnału luminancji sygnałem chrominancji, dzięki czemu oba sygnały mają zdecydowanie lepszą jakość.
Jakość sygnału S-Video jest zależna od jakości przewodu połączeniowego. Niektóre, przede wszystkim tanie, przewody S-Video zwykle obniżają jakość przesyłanego obrazu, jeśli ich długość przekracza pięć metrów.

## Rodzaje złączy S-Video

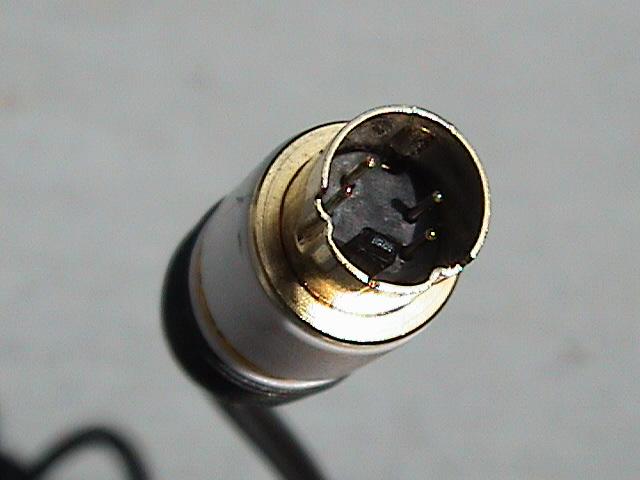
Standardowe 4-pinowe złącze S-Video typu mini-DIN

Obecnie najczęściej używanym złączem S-Video są 4-pinowe wtyczki typu mini-DIN o impedancji 75Ω, chociaż spotyka się również wtyczki 7-pinowe.
Zanim wtyczki mini-DIN stały się standardem, sygnał S-Video był przesyłany przewodami zakończonymi bardzo różnymi złączami – na przykład komputer Commodore 64 miał 8-pinowe złącze DIN przesyłające sygnał S-Video. Identyczne z obecnie stosowanym złącze mini-DIN posiadały komputery Apple, w których służyło ono jako uniwersalna magistrala Apple Desktop Bus obsługująca klawiaturę, mysz i inne urządzenia peryferyjne. Obecnie złącza S-Video typu mini-DIN są stosowane w laptopach.
Sygnał S-Video może być również przesyłany 21-pinowym uniwersalnym złączem SCART (popularnie nazywanym „euro”), ale ponieważ większość nowszych telewizorów nie obsługuje sygnału S-Video przez SCART, może być konieczna przeróbka wtyczki euro (należy połączyć piny 15 i 20 kondensatorem ceramicznym o pojemności 470 pF, który odcina składowe stałe sygnału i zabezpiecza wyjścia przed uszkodzeniem) – w przeciwnym wypadku uzyskany obraz będzie czarno-biały (brak sygnału koloru, czyli chrominancji). Większość telewizorów kineskopowych miała możliwość odbioru sygnału S-Video przez złącze SCART i nie było konieczności łączenia bolców kondensatorem.

## Schemat połączeń gniazda S-Video
Rysunek pokazuje złącze żeńskie (gniazdo) widziane od zewnątrz lub złącze męskie (wtyczkę) od strony lutowania.
|   | Numer | Nazwa                   | Opis |
| 1 | GND   | Masa luminancji (Y)     |      |
| 2 | GND   | Masa chrominancji (C)   |      |
| 3 | Y     | Sygnał luminancji (Y)   |      |
| 4 | C     | Sygnał chrominancji (C) |      |